# 王明清
王明清（1127年—？），字仲言，汝陰（今安徽阜陽）人。南宋學者。
王銍次子。建炎元年（1127年）出生。主要活動於南宋孝宗至宁宗（1163年—1224年）年間，約與陸游同一時代。紹興二十五年，娶方滋之女為妻。曾以朝请大夫主管台州崇道观，歷官宁国军节度判官、泰州通判。嘉泰二年（1202年），任浙江参议官。餘事不詳。著有《玉照新志》、《揮麈錄》、《投轄錄》等。其中《揮麈錄》對於兩宋之間的史事記錄有極大貢獻，《四庫全書總目提要》評《揮麈錄》：“（王）明清為中原舊族，多識舊聞，要其所載，較委巷流傳之小說終有依據也。”
另外，王明清與尤袤、陸游、李燾等素有交往，以史學知名，父兄並稱博學。王禹錫《揮麈後錄跋》稱其“雅健之文，著述之體，誠有所自來”。《四庫全書總目》稱其“博物洽聞，兼嫻掌故，故隨筆記錄，皆有裨見聞”（卷一四一）。 《全宋詩》卷二三三八錄其詩一首。文收入《全宋文》卷五三七九。

## 延伸閱讀
[在维基数据编辑]
 在维基文库阅读此作者作品（ 在维基共享资源阅览影像）